# Malena
Malena é uma comuna da província de Córdoba, na Argentina.